# Дзетшники
Дзетшники (пол. Dzietrzniki) — село в Польщі, у гміні Понтнув Велюнського повіту Лодзинського воєводства.
Населення — 1073 особи (2011).
У 1975-1998 роках село належало до Серадзького воєводства.

## Демографія
Демографічна структура станом на 31 березня 2011 року:
|          | Загалом | Допрацездатний вік | Працездатний вік | Постпрацездатний вік |
| -------- | ------- | ------------------ | ---------------- | -------------------- |
| Чоловіки | 534     | 130                | 347              | 57                   |
| Жінки    | 539     | 120                | 291              | 128                  |
| Разом    | 1073    | 250                | 638              | 185                  |